# Писаревский, Дмитрий Семёнович
Дмитрий Семёнович Писаревский (1898 — 1941) — советский военный деятель, начальник штаба 5-й армии, генерал-майор.

## Биография
В РККА с 1918, член РКП(б) с 1919, владел английским языком. Участвовал в Гражданской войне, после которой помощник командира взвода, командир сотни,  эскадрона, помощник начальника штаба полка, помощник начальника оперативной части штаба дивизии, помощник начальника 1-й части штаба кавалерийского корпуса, помощник начальника сектора в штабе ОКДВА, помощник начальника разведывательного отдела штаба ОКДВА, начальник отделения, отдела штаба кавалерийского  корпуса. Окончил 1-ю московскую кавалерийскую школу в 1923, и в том же году КУКС разведчиков при штабе РККА, Военную академию имени М. В. Фрунзе в 1933.  С июля 1937 по ноябрь 1940 начальник штаба 14-й кавалерийской дивизии. Затем до 11 марта 1941 начальник штаба 5-го кавалерийского корпуса. После чего до гибели 20 сентября 1941 в Киевском котле занимал должность начальника штаба 5-й армии.

### Звания
- красноармеец, 1918.
- комбриг, 4 ноября 1939;
- генерал-майор, 4 июня 1940.

### Награды
- медаль «XX лет РККА».